# Neuchâtel-Urtière
Neuchâtel-Urtière – miejscowość i gmina we Francji, w regionie Burgundia-Franche-Comté, w departamencie Doubs.
Według danych na rok 1990 gminę zamieszkiwało 129 osób, a gęstość zaludnienia wynosiła 21 osób/km² (wśród 1786 gmin Franche-Comté Neuchâtel-Urtière plasuje się na 614. miejscu pod względem liczby ludności, natomiast pod względem powierzchni na miejscu 715.).